# Youth of the Nation
 (septembre 2020).
Si vous disposez d'ouvrages ou d'articles de référence ou si vous connaissez des sites web de qualité traitant du thème abordé ici, merci de compléter l'article en donnant les références utiles à sa vérifiabilité et en les liant à la section « Notes et références ».
Singles de POD
Alive
(2001) Boom
(2002)
Pistes de Satellite
Boom Celestial
Youth of the Nation, sorti en 2002, est un des singles à succès du groupe POD. C'est le second single issu de leur album, Satellite. Les paroles de la chanson s'inspirent en partie des massacres de Santana High School et de Columbine High School.
Bien que Satellite contienne de nombreux titres à succès, Youth of the Nation est la seule chanson de POD à être classé #1 au US Modern Rock Chart et #28 au Billboard Hot 100, le 26 mars 2002. L'inspiration de la chanson est venue lors d'un voyage à l'époque où le groupe était en train d'enregistrer Satellite. Alors qu'ils étaient bloqués dans le trafic, ils ont découvert que la raison de ce blocage était dû à une fusillade dans une école. La sortie de l'album a donc été retardée et ils s'en sont inspirés pour écrire Youth of the Nation. La chanson suit trois personnes confrontées à différents problèmes communs à la jeunesse américaine. Le chœur est probablement un hommage à Another Brick in the Wall (Part 2), qui est basé sur le même thème, mais en plus doux et utilisant des paroles beaucoup plus contestataires vis-à-vis de l'éducation.

## Apparitions
La chanson est présente dans : 
- le film Blue Crush ;
- le jeu vidéo Aggressive Inline ;
- un épisode de Boston Public ;
- un épisode de New York 911 ;
- un épisode de Rise of the Video Game ;
- cette chanson a été parodiée par Weird Al' Yankovic, dans la chanson Angry White Boy Polka, de l'album Poodle Hat ;
- la chanson rap pour Noël 2006 du groupe pop punk Punchline, se termine par une reprise du refrain de Youth of the Nation par tous les membres du groupe, juste après avoir dit « let's sing some POD! » ;
- sur la piste cachée de l'album de Impending Doom, Nailed. Dead. Risen., on peut entendre le chanteur changer les paroles et chanter le refrain de Youth of the Nation à la place. Après quoi, on entend au loin quelqu'un mal prononcer le nom de POD et dire à la place « Pod » ;
- cette chanson a été remixé par Pulsedriver ;
- le refrain de Youth of the Nation a été reprise par Saez dans la chanson Fils de France, sortie au lendemain du premier tour de l'élection présidentielle française de 2002 ;
- la chanson est aussi dans l'album Buzz Ballads 2, sorti en décembre 2008, qui est une compilation des plus grands hits de Rock alternatif.

## Liste des pistes
1. Youth Of The Nation (Album version) (4:19)
2. Alive (Semi-acoustic version) (3:25)
3. Sabbath (4:33)